# Bastia Mondovì
Bastia Mondovì es una localidad y comune italiana de la provincia de Cuneo, región de Piamonte, con 636 habitantes.

## Evolución demográfica
| Gráfica de evolución demográfica de Bastia Mondovì entre 1861 y 2001 |
|                                                                      |
| Fuente ISTAT - elaboración gráfica de Wikipedia                      |